# Bellefontaine Neighbors
Bellefontaine Neighbors är en stad i St. Louis County i Missouri. Vid 2010 års folkräkning hade Bellefontaine Neighbors 10 860 invånare.